# VM i håndbold 2013 (mænd)
Verdensmesterskabet i håndbold for mænd 2013 var det 23. VM i håndbold for mænd arrangeret af International Handball Federation (IHF). Slutrunden afvikledes i Spanien fra 11. til 27. januar 2013.

## Slutrunde

### Værtsland
Ved IHF-mødet i Herzogenaurach den 2. oktober 2010 blev Spanien udpeget som værtsland.
Det spanske håndboldforbund (Real Federación Española de Balonmano) var eneste tilbageværende ansøger, efter at Danmark, Sydkorea og til sidst Norge havde trukket sine ansøgninger tilbage. Danmark trak sin ansøgning, da landet den 25. september 2010 blev tildelt værtskabet for EM 2014.
Den 7. december 2010 underskrev IHF-præsident Hassan Moustafa og Juan de Dios Roman Seco fra Real Federación Española de Balonmano kontrakten for afholdelsen af mesterskabet.

### Værtsbyer og arenaer
| Barcelona Granollers Madrid Sevilla Guadalajara Zaragoza | By          | Arena                                        | Kapacitet |
| Barcelona Granollers Madrid Sevilla Guadalajara Zaragoza | Barcelona   | Palau Sant Jordi                             | 16.5000   |
| Barcelona Granollers Madrid Sevilla Guadalajara Zaragoza | Granollers  | Palacio de los deportes de Granollers        | 5.685     |
| Barcelona Granollers Madrid Sevilla Guadalajara Zaragoza | Madrid      | Caja Mágica                                  | 11.000    |
| Barcelona Granollers Madrid Sevilla Guadalajara Zaragoza | Sevilla     | Palacio de Deportes San Pablo                | 9.500     |
| Barcelona Granollers Madrid Sevilla Guadalajara Zaragoza | Guadalajara | Palacio Multiusos de Guadalajara Aguas Vivas | 5.479     |
| Barcelona Granollers Madrid Sevilla Guadalajara Zaragoza | Zaragoza    | Pabellón Principe Felipe                     | 11.0000   |

### Hold
Slutrunden får deltagelse af 24 hold. Værtslandet Spanien og de forsvarende mestre fra Frankrig var automatisk kvalificeret til slutrunden. De øvrige 22 hold blev fundet ved kvalifikationsturneringer på de forskellige kontinenter. Følgende hold kvalificerede sig til slutrunden:
| Europa                                                                  | Europa                                                                          | Afrika                        | Asien                            | Panamerika                    | Oceanien   |
| ----------------------------------------------------------------------- | ------------------------------------------------------------------------------- | ----------------------------- | -------------------------------- | ----------------------------- | ---------- |
| Spanien · Frankrig · Danmark · Kroatien · Serbien · Rusland · Slovenien | Nordmakedonien · Ungarn · Island · Montenegro · Tyskland · Hviderusland · Polen | Tunesien · Algeriet · Egypten | Sydkorea · Qatar · Saudi-Arabien | Argentina · Brasilien · Chile | Australien |

Således ser grupperne ud.
| Gruppe 1                                                            | Gruppe 2                                                    | Gruppe 3                                                              | Gruppe 4                                                      |
| ------------------------------------------------------------------- | ----------------------------------------------------------- | --------------------------------------------------------------------- | ------------------------------------------------------------- |
| Argentina · Tyskland · Tunesien · Frankrig · Brasilien · Montenegro | Nordmakedonien · Qatar · Island · Rusland · Danmark · Chile | Polen · Sydkorea · Slovenien · Saudi-Arabien · Hviderusland · Serbien | Algeriet · Australien · Ungarn · Egypten · Kroatien · Spanien |

### Indledende gruppespil
I det indledende gruppespil, er de 24 hold fordelt i fire puljer med seks hold i hver, hvorefter nr. 1-4 fortsætter til 1/8-finalerne, mens nr. 5-6 spiller om pladserne 17-24. 

#### Gruppe A
Kampene i gruppe A spilles i Granollers og Barcelona.
| Dato | Kamp                   | Res.  |
| ---- | ---------------------- | ----- |
| 12.1 | Tyskland - Brasilien   | 33-23 |
| 12.1 | Argentina - Montenegro | 28-26 |
| 12.1 | Frankrig - Tunesien    | 30-27 |
| 13.1 | Brasilien - Argentina  | 24-20 |
| 13.1 | Tunesien - Tyskland    | 25-23 |
| 13.1 | Montenegro - Frankrig  | 20-32 |
| 15.1 | Tunesien - Montenegro  | 27-25 |
| 15.1 | Tyskland - Argentina   | 31-27 |
| 15.1 | Frankrig - Brasilien   | 27-22 |
| 16.1 | Brasilien - Tunesien   | 27-22 |
| 16.1 | Tyskland - Montenegro  | 29-21 |
| 16.1 | Argentina - Frankrig   | 23-35 |
| 18.1 | Argentina - Tunesien   | 18-22 |
| 18.1 | Frankrig - Tyskland    | 30–32 |
| 18.1 | Montenegro - Brasilien | 25–26 |

| Hold       | Kampe | Mål     | Point |
| ---------- | ----- | ------- | ----- |
| Tyskland   | 5     | 148-126 | 8     |
| Frankrig   | 5     | 154-124 | 8     |
| Brasilien  | 5     | 122-127 | 6     |
| Tunesien   | 5     | 123-123 | 6     |
| Argentina  | 5     | 116-138 | 2     |
| Montenegro | 5     | 117-142 | 0     |

#### Gruppe B
Kampene i gruppe B spilles i Sevilla.
| Dato | Kamp                 | Res.   |
| ---- | -------------------- | ------ |
| 12.1 | Makedonien - Chile   | 30-28  |
| 12.1 | Island - Rusland     | 25-30  |
| 12.1 | Danmark - Qatar      | 41-27  |
| 13.1 | Chile - Island       | 22-38  |
| 13.1 | Qatar - Makedonien   | 30-34  |
| 13.1 | Rusland - Danmark    | 27-31  |
| 15.1 | Qatar - Rusland      | 22-27  |
| 15.1 | Makedonien - Island  | 19 -23 |
| 15.1 | Danmark - Chile      | 43-24  |
| 16.1 | Makedonien - Rusland | 29-29  |
| 16.1 | Chile - Qatar        | 23-31  |
| 16.1 | Island - Danmark     | 28-36  |
| 18.1 | Rusland - Chile      | 36-24  |
| 18.1 | Island - Qatar       | 39–29  |
| 18.1 | Danmark - Makedonien | 33-30  |

| Hold           | Kampe | Mål     | Point |
| -------------- | ----- | ------- | ----- |
| Danmark        | 5     | 184-136 | 10    |
| Rusland        | 5     | 151-131 | 7     |
| Island         | 5     | 153-136 | 6     |
| Nordmakedonien | 5     | 112-110 | 5     |
| Qatar          | 5     | 139-166 | 2     |
| Chile          | 5     | 121-178 | 0     |

#### Gruppe C
Kampene i gruppe C spilles i Guadalajara
| Dato | Kamp                         | Res.  |
| ---- | ---------------------------- | ----- |
| 12.1 | Serbien - Sydkorea           | 31-22 |
| 12.1 | Slovenien - Saudi Arabien    | 32-22 |
| 12.1 | Polen - Hviderusland         | 24-22 |
| 14.1 | Sydkorea - Slovenien         | 27-34 |
| 14.1 | Hviderusland - Serbien       | 28-34 |
| 14.1 | Saudi Arabien - Polen        | 14-28 |
| 15.1 | Sydkorea - Hviderusland      | 20-26 |
| 15.1 | Serbien - Saudi Arabien      | 30-20 |
| 15.1 | Slovenien - Polen            | 25-24 |
| 17.1 | Slovenien - Hviderusland     | 27-26 |
| 17.1 | Saudi Arabien - Sydkorea     | 24-22 |
| 17.1 | Polen - Serbien              | 25-24 |
| 19.1 | Hviderusland - Saudi Arabien | 33-15 |
| 19.1 | Polen - Sydkorea             | 33-25 |
| 19.1 | Serbien - Slovenien          | 31-33 |

| Hold          | Kampe | Mål     | Point |
| ------------- | ----- | ------- | ----- |
| Slovenien     | 5     | 151-130 | 10    |
| Polen         | 5     | 134-110 | 8     |
| Serbien       | 5     | 150-128 | 6     |
| Hviderusland  | 5     | 135-120 | 4     |
| Saudi-Arabien | 5     | 95-145  | 2     |
| Sydkorea      | 5     | 116-148 | 0     |

#### Gruppe D
Kampene i gruppe D spilles i Madrid.
| Dato | Kamp                  | Res.  |
| ---- | --------------------- | ----- |
| 11.1 | Spanien – Algeriet    | 27-14 |
| 12.1 | Kroatien - Australien | 36-13 |
| 12.1 | Ungarn - Egypten      | 32-23 |
| 14.1 | Algeriet - Kroatien   | 20-31 |
| 14.1 | Egypten - Spanien     | 24-29 |
| 14.1 | Australien - Ungarn   | 13-43 |
| 15.1 | Algeriet - Egypten    | 24-24 |
| 15.1 | Spanien - Australien  | 51-11 |
| 15.1 | Kroatien- Ungarn      | 30-21 |
| 17.1 | Australien - Algeriet | 15-39 |
| 17.1 | Ungarn - Spanien      | 22-28 |
| 17.1 | Kroatien - Egypten    | 24-20 |
| 19.1 | Egypten - Australien  | 39-14 |
| 19.1 | Spanien - Kroatien    | 25-27 |
| 19.1 | Ungarn - Algeriet     | 29-26 |

| Hold       | Kampe | Mål     | Point |
| ---------- | ----- | ------- | ----- |
| Kroatien   | 5     | 148-99  | 10    |
| Spanien    | 5     | 150-98  | 8     |
| Ungarn     | 5     | 147-120 | 6     |
| Egypten    | 5     | 130-123 | 3     |
| Algeriet   | 5     | 123-126 | 3     |
| Australien | 5     | 66-208  | 0     |

### Slutspil

#### 1/8-finalerne
1/8-finalerne blev spillet i Barcelona og Zaragoza
| Dato | Kampnr. | Kamp                    | Res.  |
| ---- | ------- | ----------------------- | ----- |
| 20.1 | 1       | Tyskland - Makedonien   | 28-23 |
| 20.1 | 2       | Island - Frankrig       | 28-30 |
| 20.1 | 3       | Danmark - Tunesien      | 30-23 |
| 20.1 | 4       | Brasilien - Rusland     | 26-27 |
| 21.1 | 5       | Slovenien - Egypten     | 31-26 |
| 21.1 | 6       | Ungarn - Polen          | 27-19 |
| 21.1 | 7       | Kroatien - Hviderusland | 33-24 |
| 21.1 | 8       | Serbien - Spanien       | 20-31 |

#### Kvartfinalerne
Kvartfinalerne blev spillet i Barcelona og Zaragoza.
| Dato | Kampnr. | Kamp                | Res.  |
| ---- | ------- | ------------------- | ----- |
| 23.1 | 9       | Tyskland - Spanien  | 24-28 |
| 23.1 | 10      | Slovenien - Rusland | 28-27 |
| 23.1 | 11      | Kroatien - Frankrig | 30-23 |
| 23.1 | 12      | Danmark - Ungarn    | 28-26 |

#### Semifinalerne
Semifinalerne blev spillet i Barcelona.
| Dato | Kampnr. | Kamp                | Res.  |
| ---- | ------- | ------------------- | ----- |
| 25.1 | 13      | Spanien - Slovenien | 26-22 |
| 25.1 | 14      | Kroatien - Danmark  | 24-30 |

#### Bronzekamp og finale
Bronzekamp og finale blev spillet i Barcelona på Palau Sant Jordi med plads til 16.500.
| Dato | Kamp       | Kamp                 | Res.  |
| ---- | ---------- | -------------------- | ----- |
| 26.1 | Bronzekamp | Slovenien - Kroatien | 26-31 |
| 27.1 | Finale     | Spanien - Danmark    | 35-19 |

### All Stars
Tekst mangler, hjælp os med at skrive teksten

### Topscorere
Tekst mangler, hjælp os med at skrive teksten

## Kvalifikation
Formålet med kvalifikationen var at finde de 24 hold til slutrunden ved VM i håndbold 2013 i Spanien. Holdene blev fundet ved kvalifikationsturneringer på de respektive kontinenter. Værtslandet Spanien og de forsvarende mestre Frankrig var automatisk kvalificeret til slutrunden, og det efterlod 22 ledige pladser at spille om. De kontinentale håndboldforbund var blevet tildelt følgende antal af disse 22 hold:
| Kontinent  | Forbund | Kvote    | World Map IHF |
| Europa     | EHF     | 12 hold0 | World Map IHF |
| Afrika     | CAHB    | 3 hold   | World Map IHF |
| Asien      | AHF     | 3 hold   | World Map IHF |
| Panamerika | PATHF   | 3 hold   | World Map IHF |
| Oceanien   | OCHF    | 1 hold   | World Map IHF |

### Europa
Fra Europa var Spanien som værtsland og Frankrig som forsvarende verdensmestre automatisk kvalificerede. Derudover spilledes der om 12 ledige pladser ved VM-slutrunden.
De tre bedste hold ved EM 2012 (ekskl. Spanien og Frankrig), Danmark, Serbien og Kroatien, kvalificerede sig til VM-slutrunden. De øvrige 11 hold fra EM gik videre til playoff-kampene, hvor de sammen med syv hold fra kvalifikationsrunden spillede om de sidste ni europæiske pladser ved VM-slutrunden.

#### Kvalifikationsrunde
Holdene som ikke var kvalificeret til EM 2012 spillede i kvalifikationsrunden om syv pladser i playoff-kampene. De 21 hold var inddelt i syv grupper med tre hold, hvorfra de syv vindere gik videre til playoff-kampene. Kampene i denne runde blev spillet i perioden 2. november 2011 – 15. januar 2012, og grupperne blev afviklet som dobbeltturneringer, hvor holdene mødtes alle-mod-alle ude og hjemme.
| Gruppe 1       | Kampe | Mål     | Point |
| -------------- | ----- | ------- | ----- |
| Østrig         | 4     | 148-990 | 8     |
| Israel         | 4     | 111-117 | 4     |
| Storbritannien | 4     | 092-135 | 0     |

| Gruppe 2 | Kampe | Mål     | Point |
| -------- | ----- | ------- | ----- |
| Portugal | 4     | 121-950 | 8     |
| Ukraine  | 4     | 105-960 | 4     |
| Tyrkiet  | 4     | 092-127 | 0     |

| Gruppe 3   | Kampe | Mål     | Point |
| ---------- | ----- | ------- | ----- |
| Montenegro | 4     | 135-118 | 8     |
| Letland    | 4     | 126-120 | 4     |
| Belgien    | 4     | 117-140 | 0     |

| Gruppe 4 | Kampe | Mål     | Point |
| -------- | ----- | ------- | ----- |
| Holland  | 4     | 119-112 | 7     |
| Estland  | 4     | 121-119 | 3     |
| Finland  | 4     | 104-113 | 2     |

| Gruppe 5 | Kampe | Mål     | Point |
| -------- | ----- | ------- | ----- |
| Litauen  | 4     | 111-100 | 6     |
| Schweiz  | 4     | 114-106 | 5     |
| Italien  | 4     | 104-123 | 1     |

| Gruppe 6              | Kampe | Mål     | Point |
| --------------------- | ----- | ------- | ----- |
| Bosnien-Hercegovina . | 4     | 124-970 | 8     |
| Grækenland            | 4     | 112-940 | 4     |
| Cypern                | 4     | 086-131 | 0     |

| Gruppe 7     | Kampe | Mål     | Point |
| ------------ | ----- | ------- | ----- |
| Hviderusland | 4     | 120-990 | 6     |
| Rumænien     | 4     | 109-920 | 6     |
| Luxembourg   | 4     | 093-131 | 0     |

#### Playoff-kampe
De 11 hold fra EM 2012, som ikke kvalificerede sig til VM-slutrunden, spillede sammen med de syv hold fra kvalifikationsrunden om Europas sidste ni pladser ved VM. De atten hold blev ved lodtrækning parret i ni opgør. Holdene mødtes ude og hjemme, og de samlede vindere gik videre til VM. Kampene blev spillet i weekenderne 9. – 10. juni og 16. – 17. juni 2012.
| Kamp                     | Samlet | 1.kamp | 2.kamp |
| ------------------------ | ------ | ------ | ------ |
| Litauen - Polen          | 39−50  | 17-24  | 22-26  |
| Rusland - Tjekkiet       | 54−49  | 23-22  | 31-27  |
| Slovenien - Portugal     | 58−52  | 31-26  | 27-26  |
| Slovakiet - Hviderusland | 49−50  | 24-26  | 25-24  |
| Makedonien - Østrig      | 53−51  | 26-21  | 27-30  |
| Ungarn - Norge           | 54−52  | 27-21  | 27-31  |
| Island - Holland         | 73−51  | 41-27  | 32-24  |
| Tyskland - Bosnien-Herc. | 60−57  | 36-24  | 24-33  |
| Sverige - Montenegro     | 40−41  | 22-21  | 18-20  |

### Asien
Asienmesterskabet i håndbold 2012, som blev afviklet Jeddah, Saudi-Arabien i perioden 26. januar – 5. februar 2012, fungerede som kvalifikation, og de tre bedst placerede hold ved mesterskabet, Sydkorea, Qatar og Saudi-Arabien, kvalificerede sig til VM-slutrunden.

### Afrika
Afrikamesterskabet i håndbold 2012, som blev afviklet i Rabat, Marokko i perioden 12. – 20. februar 2012, fungerede som kvalifikation, og de tre bedst placerede hold ved mesterskabet, Tunesien, Algeriet og Egypten, kvalificerede sig til VM-slutrunden.

### Panamerika
Panamerikamesterskabet i håndbold 2012, som blev afviklet i Buenos Aires, Argentina i perioden 18. – 24. juni 2012, fungerede som kvalifikation, og de tre bedst placerede hold ved mesterskabet, Argentina, Brasilien og Chile, kvalificerede sig til VM-slutrunden.

### Oceanien
Oceanien havde én plads ved VM-slutrunden, og kvalifikationen afvikledes i Sydney, Australien i perioden 22. – 23. juni 2012, hvor Australien og New Zealand spillede to playoff-kampe om VM-pladsen. Australien vandt sammenlagt 62-20 og er klar til VM-slurunden

## Statistik

### Placeringer
| Nr.    | Hold           |
| ------ | -------------- |
| Guld   | Spanien        |
| Sølv   | Danmark        |
| Bronze | Kroatien       |
| 4      | Slovenien      |
| 5      | Tyskland       |
| 6      | Frankrig       |
| 7      | Rusland        |
| 8      | Ungarn         |
| 9      | Polen          |
| 10     | Serbien        |
| 11     | Tunesien       |
| 12     | Island         |
| 13     | Brasilien      |
| 14     | Nordmakedonien |
| 15     | Hviderusland   |
| 16     | Egypten        |
| 17     | Algeriet       |
| 18     | Argentina      |
| 19     | Saudi-Arabien  |
| 20     | Qatar          |
| 21     | Sydkorea       |
| 22     | Montenegro     |
| 23     | Chile          |
| 24     | Australien     |

### Målscorer
| Nr. | Spiller                 | Hold           | Mål | Skud | %   |
| --- | ----------------------- | -------------- | --- | ---- | --- |
| 1   | Anders Eggert           | Danmark        | 52  | 60   | 86% |
| 2   | Ivan Čupić              | Kroatien       | 50  | 70   | 71% |
| 3   | Timur Dibirov           | Rusland        | 46  | 68   | 68% |
| 4   | Siarhei Rutenka         | Hviderusland   | 46  | 69   | 66% |
| 5   | Kiril Lazarov           | Nordmakedonien | 44  | 75   | 58% |
| 6   | Ahmed Mostafa           | Egypten        | 42  | 77   | 54% |
| 7   | Guðjón Valur Sigurðsson | Island         | 41  | 70   | 58% |
| 8   | Emil Ludwig Feuchtmann  | Chile          | 40  | 65   | 61% |
| 9   | Domagoj Duvnjak         | Kroatien       | 40  | 71   | 56% |
| 10  | Jure Dolenec            | Slovenien      | 39  | 51   | 76% |

Kilde: IHF.info

### Målmænd
| Nr. | Spiller            | Hold      | %   | Mål reddet | Skud |
| --- | ------------------ | --------- | --- | ---------- | ---- |
| 1   | Marcin Wichary     | Polen     | 46% | 34         | 73   |
| 2   | Karim Mostafa      | Egypten   | 44% | 22         | 50   |
| 3   | Péter Tatai        | Ungarn    | 43% | 46         | 106  |
| 4   | Primož Prošt       | Slovenien | 39% | 56         | 143  |
| 5   | José Manuel Sierra | Spanien   | 39% | 33         | 84   |
| 6   | Roland Mikler      | Ungarn    | 38% | 67         | 174  |
| 7   | Lee Dong-Myung     | Sydkorea  | 38% | 34         | 89   |
| 8   | Niklas Landin      | Danmark   | 37% | 90         | 239  |
| 9   | Mirko Alilović     | Kroatien  | 36% | 97         | 268  |
| 10  | Marouane Magaiez   | Tunesien  | 36% | 64         | 178  |

Source: IHF.info